# Unni Birkrem
Unni Birkrem er en norsk håndboldmålmand. Hun spillede 31 kampe for håndboldlandsholdet fra 1985 til 1989, og deltog under VM 1986, hvor det norske hold vandt en bronzemedalje. Hun er søster til Åse Birkrem.